# Устав земляний
Устав земляний — уявний нормативно-правовий акт, нібито прийнятий київським князем Володимиром Святославичем. Гіпотеза базується на статті 996 р. «Повісті временних літ», де говориться, що Володимир радився з дружинниками «о строении земьском, и ратех, и о уставе земляном». Деякі дослідники навіть намагалися реконструювати зміст У.з., припускаючи, що окремі його статті увійшли до Просторої редакції «Руської Правди».